# Agora (film)
Agora (alternativtitel: Ágora) är en spansk historiskt dramafilm från 2009, i regi av Alejandro Amenábar efter ett manus av honom själv och Mateo Gil. 
Filmen utspelar sig i Alexandria, Egypten under 300-talet e.Kr., där den lärda Hypatia (Rachel Weisz) undervisar sina elever i stadens bibliotek. Kristendomen är på uppgång, och de kristna vill förbjuda hedniska tankar om kosmos under och hedningar förföljs. Det blir en våldsam konfrontation mellan kristna och hedningar. Detta samtidigt som Hypatia dras mellan två olika män: eleven Orestes (Oscar Isaac), som är romersk prefekt, och slaven Davus (Max Minghella).
Agora visades först på filmfestivalen i Cannes 2009 och fick blandade recensioner från flera filmkritiker. Den vann sju Goya.

## Rollista (i urval)
- Rachel Weisz – Hypatia
- Max Minghella – Davus
- Oscar Isaac – Orestes
- Sami Samir – Kyrillos
- Manuel Cauchi – Theofilos
- Ashraf Barhom – Ammonius
- Michael Lonsdale – Theon
- Rupert Evans – Synesius
- Homayoun Ershadi – Aspasius

## Mottagande
Agora blev Spaniens mest inkomstbringande film år 2009, tjänade mer än $10,3 miljoner på fyra dagar.
Rotten Tomatoes rapporterade att 53 procent, baserat på 89 recensioner, hade gett filmen en positiv recension och satt ett genomsnittsbetyg på 5,7 av 10. På Metacritic nådde filmen genomsnittsbetyget 55 av 100, baserat på 21 recensioner.

### Recensioner i Sverige
Urval av tidningars betyg på filmen:
- Aftonbladet – 2/5[11]
- Dagens Nyheter – 2/5[12]
- Expressen – 3/5[13]
- Svenska Dagbladet – 2/6[14]

### Religiös kritik
En spansk katolsk grupp, Observatorio Antidifamación Religiosa, kritiserar filmen skarpt och anser att den förmedlar hat mot kristendomen och stärker falska klichéer om katolska kyrkan. Med liknande argument, att filmen "förnedrar religionen", lade kopterrna in sitt veto och lyckades få filmen censurerad i Egypten.
I USA fick filmen svårt att hitta distributörer. Motiveringen var att "filmen är för intellektuell och tung", men även här anses det vara kritiken mot religionen som gjorde att ingen vågade köpa den.

#### Försvar
Amenábar försvarar filmen och menar att den inte är emot religionen utan mot folk som dödar i Guds namn, denne syftar på religiös fanatism.